# Coccygodes bifasciatus
Coccygodes bifasciatus là một loài tò vò trong họ Ichneumonidae.